# Nuțu Fonta
Nuțu Fonta (n. 27 august 1963

) este un fost deputat român, ales în legislatura 2012-2016 din partea grupului parlamentar Democrat și Popular.
În timpului mandatului a trecut la grupul parlamentar al Partidului Social Democrat.